# Sèmola
La sèmola és la farina gruixuda (poc molta) que procedeix de cereals. Segons el seu diàmetre, es parla de sèmola grossa (més de 0,6 mm) o fina (de 0,4 a 0,6 mm).
La sèmola s'obté en moldre l'endosperma (albumen farinaceo) principalment del blat dur, blat tendre, arròs o blat de moro després de treure el segó. La sèmola del blat dur presenta un color groc i té un alt contingut en gluten. És la més utilitzada per fer pastes alimentàries: macerons, espagueti, canelons, lasanya, etc.
No transformat, s'utilitza en bon nombre de plats originaris de la conca del mediterrani com ara el cuscús i el bulgur. En plats cuinats com salses, sopes, flams i cremes s'utilitza com aglutinant. S'afegeix a la massa en determinades receptes com en els molletes o pa àrab, o també per donar un acabat diferent arrebossant les superfícies de les peces. Facilita la manipulació de les masses utilitzant-la per empolvorar. La sèmola de blat tendre es desfà en cuinar-la. La d'arròs es diu també sèmola blanca.

## Plats típics a base de sèmola
- İrmik helva, postres turques
- Sopa de mandonguilles de sèmola, Àustria[4]
- Sopa de sèmola, Ulldecona[5]